# عملیات ظفر ۱

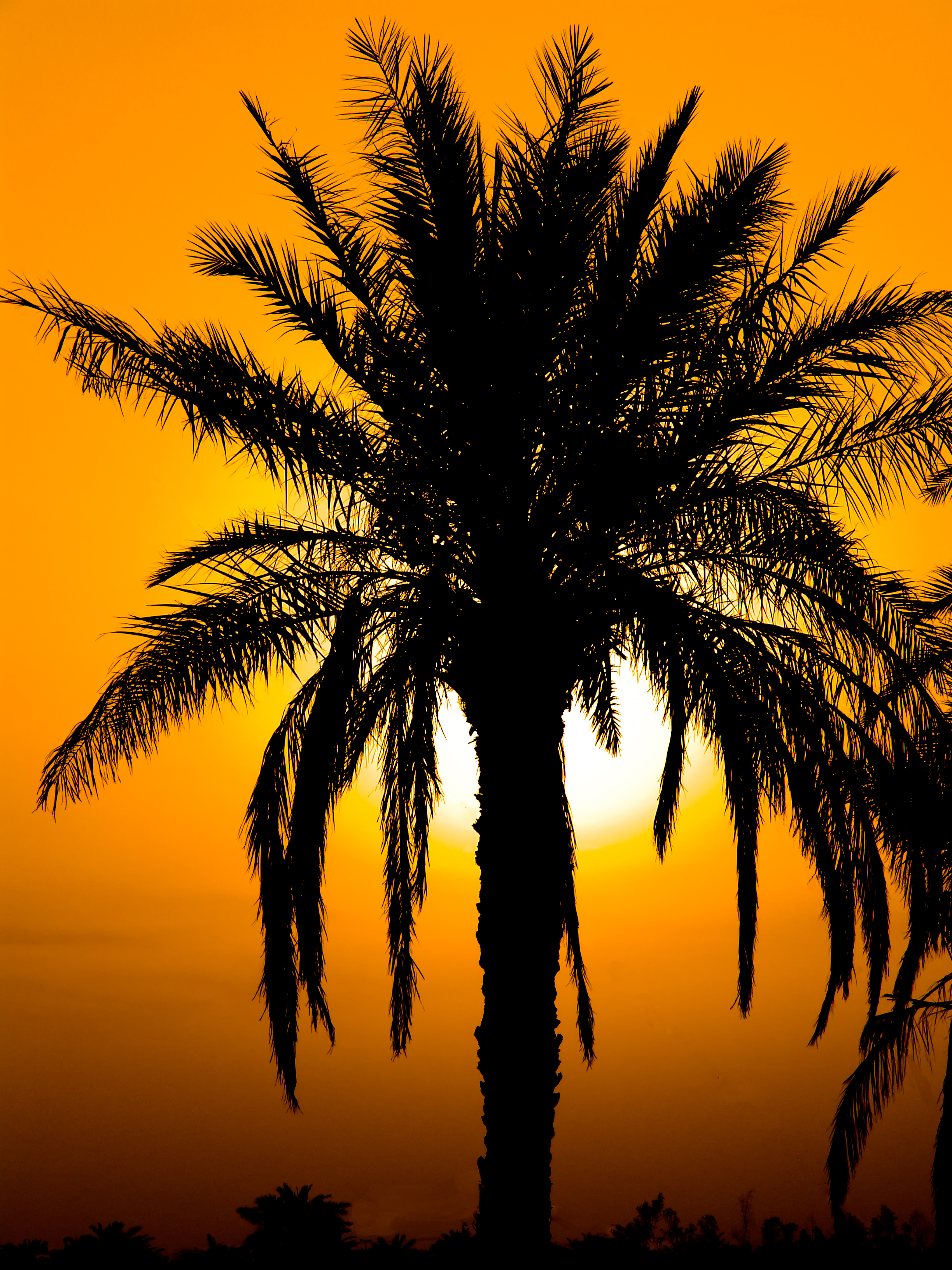
جزیره مینو، محل انجام عملیات ظفر ۱

عملیات ظفر ۱ یکی از عملیات‌های ایذایی در درگیری ایران-عراق است که در تاریخ هفدهم خرداد ۱۳۶۴ اجرا گردید. نیروهای ایرانی با هدف مهیا نمودن زمینه‌ای برای انجام عملیات «والفجر ۸» و شناسایی راهکار ارتش بعثی صدام، به اجرای چند عملیات تاکتیکی دست زدند. با هدف نِیل به این برنامه، سلسله عملیات‌های «قدس» و «عاشورا» توسط سپاه پاسداران انقلاب اسلامی و عملیات‌های «ظفر» توسط نیروهای ارتش جمهوری اسلامی ایران به اجرا درآمدند.
اهداف این عملیات‌ها، آزادسازی مناطقی از خاک جمهوری اسلامی ایران، انجام تحرک در میدان‌های جنگی، ایجاد یاس در نیروهای دشمن، ایجاد اختلال در اطلاعات ماهواره‌های اطلاعاتی، گمراه نمودن ارتش عراق و متفرقه کردن یگان‌های آنها، ممانعت از تمرکز عراق در نقاط بااهمیت، شناسایی منطقه‌های عملیاتی و دیگر مقاصد بود. به دنبال این اهداف، عملیات ایذایی «ظفر ۱» در شب-هنگامِ هفدهم خرداد سال ۱۳۶۴ در منطقه عملیاتی جزیره مینو استان خوزستان، به وسیله ارتش جمهوری اسلامی ایران و به منظور منهدم نمودن قسمتی از نیروهای دشمن اجرا گردید. در این نبرد، نیروهای ایرانی تلفات و خساراتی را بر نیروهای ارتش بعثی صدام وارد نمودند و تعدادی از سنگرهای انفرادی و اجتماعی عراقی را تخریب کردند.